# Jarrow
Jarrow è una città di 43 431 abitanti della contea del Tyne and Wear, in Inghilterra.
Fa parte del distretto di South Tyneside, nella contea metropolitana di Tyne and Wear.
Nel I secolo fu sede di una fortezza romana e fu occupata dagli Anglo-Sassoni nel V secolo.
Il nome della città deriva dal nome anglosassone "Gyrwe" che significa palude.

## Amministrazione

### Gemellaggi
- Noisy-le-Sec
- Épinay-sur-Seine